# A Föld söpredéke
A Föld söpredéke Arthur Koestler egyik önéletrajzi írása, amelyben 1939–1940 közötti franciaországi élményeit írta le 1941-ben, amikor már beadta jelentkezését a brit hadsereghez, de válasz még nem érkezett kérelmére. Ez a könyv Koestler első angol nyelvű műve. A Párbeszéd a halállal cíművel együtt élete különösen nehéz időszakát dolgozta fel:
Internálótáborban élni háború idején önmagában sem kellemes dolog, az én esetemben ráadásul nagyon is hamar követte a polgárháborús börtönélményeket. A Párbeszéd a halállal élményeit csak két év választja el A söpredékben megírt tapasztalatoktól. A közben eltelt idő túl rövid volt ahhoz, hogy lélegzetet vegyek, s így különösen kemény volt a megpróbáltatás.

## A mű címe
A Föld söpredéke kifejezést Koestler a francia sajtóban megjelent szalagcímből kölcsönözte. Egy újságcikk ugyanis a második világháború kitörésekor Franciaországban élt, letartóztatott külföldieket veszélyes bűnözőknek próbálta beállítani, erre Koestler, látva, hogy kiket fogtak el, cinikusan megjegyezte, hogy „ők aztán igazán a Föld söpredéke”.

## Tartalma
|  | Alább a cselekmény részletei következnek! |

1939 tavaszától Koestler Dél-Franciaországban, Roquebilliére-ben tartózkodott G.-vel, a szobrásszal (A láthatatlan írás című művéből kiderül, hogy Daphne Hardyról van szó) és tovább dolgozott a Sötétség délben című regényén. Szeptemberben Párizsba utazik, ahol mint külföldit letartoztatják, majd a Roland Garros stadionban berendezett gyűjtőtáborba szállítják. Innen az internáltak a Le Vernet-i táborba szállították át, ahol embertelen körülmények uralkodtak. Koestler leírja a tábor mindennapjait, az egyes barakkok lakóit, a tábor őreit is jellemzi. A Párbeszéd a halállal című művéhez hasonlóan a Föld söpredéke is tartalmaz eredeti napló részleteket. Koestler részletesen elemzi a háború kitörése előtti, az országos megszállása idején jellemző hangulatot. A táborból 1940 januárjában szabadult, innen Párizsba ment, majd kalandos úton Marseille-en és Lisszabonon keresztül Angliába menekül.
|  | Itt a vége a cselekmény részletezésének! |

## Magyarul
- A Föld söpredéke; ford. Makovecz Benjámin; Osiris, Bp., 1998 (Osiris könyvtár. Irodalom)

## Stílusa
Hasonlóan a Párbeszéd a halállal című önéletrajzi írásához, Koestler ebben a műben is eseményleírások és eredeti naplórészletek közlése mellett helyzetelemzést is végez. Több helyen utal a francia sajtóban megjelent hírekre, egyes francia személyek véleményén keresztül mutatja be a német megszállás előtti és alatti közhangulatot.